# Justus Jonas der Jüngere
Justus Jonas der Jüngere (* 3. Dezember 1525 in Wittenberg; † 28. Juni 1567 in Kopenhagen) war Jurist und Diplomat.

## Leben
Als Kind verkehrte Jonas mit den Kindern Martin Luthers. Schon früh zeigte er hervorragende Fähigkeiten. Deshalb nahm man ihn als Sohn des zum Rektor gewählten Vaters Justus Jonas der Ältere 1530 in die Universität auf. 1539 erwarb er das Baccalaurat. 1542 nahm sich Philipp Melanchthon seiner an. Ihn begleitete er 1543 nach Köln und lernte in Bonn Kaspar Hedio kennen. 1544 erwarb er den akademischen Grad eines Lizentiaten der Rechtswissenschaft. Anfänglich war der Vater auf die schnellen Fortschritte seines Sohnes stolz. Jonas versuchte 1547 eine Anstellung am französischen Hofe zu finden, was jedoch an einer Krankheit scheiterte. Als der alte Jonas Halle verließ, verblieb der jüngere Jonas weiterhin dort. Von den Ideen der Sakramentarier eingenommen, wendete er sich kurzzeitig von der Lehre Luthers ab. Erst durch das Einschreiten von Sebastian Boetius 1551 wendete sich wieder hin zur lutherischen Glaubensgemeinschaft. 1553 heiratete er die Tochter eines Pfänners (Salzmachers) Martha Hausner aus Halle. Dadurch, dass Jonas die gesamte Familie seiner Frau zu sich holte, geriet er in finanzielle Schwierigkeiten.
In jenen Jahren hatte der junge Jonas auch Auseinandersetzungen mit seinem Vater, die durch Philipp Melanchthon geschlichtet werden konnten. Diese Auseinandersetzungen müssen recht heftig gewesen sein. Eine nordhäuser Chronik schreibt dazu „Gleich wie Adam einen Kain, gleich wie Isaak einen Esau und David einen Absalom erzeugten, also hatte unser frommer Theologe auch einen Sohn, der zwar des Vaters Namen hatte, aber von ganz ungleichem Humor und Gemüte war, welcher auch seinen Vater allzeit schnöde traktierte“. Da beiden rhetorische Fähigkeiten nachgesagt werden, wird wohl die Auseinandersetzung recht heftig abgelaufen sein. Eine Darlegung, dass der junge Jonas den älteren im Abendmahlsstreit am Barte aus dem Bett gezogen haben soll, dürfte wohl in das Reich der Legendenbildung zurückgewiesen werden.
Bald nach seiner Hochzeit nahm der junge Jonas wiederum ein Studium auf und erwarb in Leipzig 1560 den Doktor der Rechte. Dieses brachte ihm an der Universität Wittenberg 1561 eine Vorlesungsstelle ein, mit der Aussicht auf eine Professur. Da er für die Stelle 50 Gulden erhielt, ergaben sich Unstimmigkeiten. Jonas wollte eine neue Lehrmethode vertreten und stieß aufgrund seines selbstbewussten Auftretens nicht auf Gegenliebe. Zwar konnte er eine Anzahl von Studenten um sich sammeln, jedoch blieb ihm der Professorentitel versagt.
Da er zudem bereits beträchtliche Schulden angesammelt hatte, ging er an den Dresdner Hof, um als Gesandter des Kurfürsten August zu wirken. Daneben war er jedoch weiterhin für seine früheren Dienstherren tätig und ließ sich 1564 darüber hinaus von dem ernestinischen Herzog Johann Friedrich dem Mittleren in den Dienst nehmen. Dies war politisch sehr brisant. Seit der Leipziger Teilung im Jahr 1485 gab es zwei sächsische Territorien, einen albertinischen und einen ernestinischen Teil. Die beiden dynastischen Linien standen sich in einer steten politischen Konkurrenz gegenüber, die sich noch verstärkte, als nach dem Schmalkaldischen Krieg die Kurwürde an die Albertiner überging und das ernestinische Territorium nicht nur große Teile seines Gebietes, sondern auch an politischer Bedeutung verlor.
So begab er sich auch in die Dienste verschiedener Landesherren. Obwohl er in Halle die Lehre der Sakramentarier widerrufen hatte, vertrat er am Hof des Herzogs Johann Albrechts von Mecklenburg die Calvinische Lehre. Der Wismarer Superintendent Johannes Freder übersandte dem jüngeren Jonas im Jahre 1557 Schriften des Joachim Westphal, die dieser in der Verteidigung der lutherischen Abendmahlslehre gegen Calvin verfasst hatte. Sie machten auf ihn bei seiner calvinistischen Einstellung keinen Eindruck. Er berichtete im Gegenteil Freder, dass Calvin ihn gebeten habe, sein Buch ins Deutsche zu übertragen.
Justus Jonas wurde wegen seiner von Kurfürst August nicht genehmigten Tätigkeit für verschiedene Landesherren von dem sächsischen Kurfürsten zeitweise inhaftiert und nur mit der Auflage entlassen, August jederzeit zur Verfügung zu stehen. Jonas begab sich jedoch zum ernestinischen Herzog und ließ sich von ihm zu einer Gesandtschaft nach Schweden schicken. Es ging um ein Kriegsbündnis des Ernestiners mit Schweden gegen den Kaiser und Dänemark, insbesondere um eine finanzielle Unterstützung durch Schweden. Hintergrund waren die so genannten Grumbachschen Händel.
Der ernestinische Herzog Johann Friedrich der Mittlere hatte dem Ritter Wilhelm von Grumbach, über den die kaiserliche Reichsacht verhängt worden war, Zuflucht gewährt. Daraufhin belagerte der sächsische Kurfürst August das ernestinische Gotha, um im Auftrag des Kaisers die Reichsacht zu vollziehen. Gleichzeitig ging es ihm um eine Sicherung der neuerworbenen Kurwürde und seiner Position gegenüber dem ernestinischen Herzog. Johann Friedrich der Mittlere unterlag in diesem Konflikt. Justus Jonas, der auf dem Rückweg von Schweden mit seinem Schiff in einen Sturm geriet und in einen dänischen Hafen einlaufen musste, wurde dort gefangen genommen und auf Betreiben des sächsischen Kurfürsten August am 28. Juni 1567 in Kopenhagen hingerichtet.